# (19521) Caos
(19521) Caos és un objecte clàssic del cinturó de Kuiper, un objecte de cinturó de Kuiper que no té ressonància amb cap planeta. Molt probablement es tracti d'un planeta nan. Caos va ser descobert el 1998 gràcies al programa Deep Ecliptic Survey amb un dels telescopis de Kitt Peak. La seva albedo és de 0,050+0,030
−0,016 i la seva magnitud absoluta (H) de 4,8, el que fa que es calculi el seu diàmetre en 600+140
−130 km.
Porta el nom de l'estat originari de l'existència de la mitologia grega, a partir del qual van aparèixer els primers déus.

## Òrbita

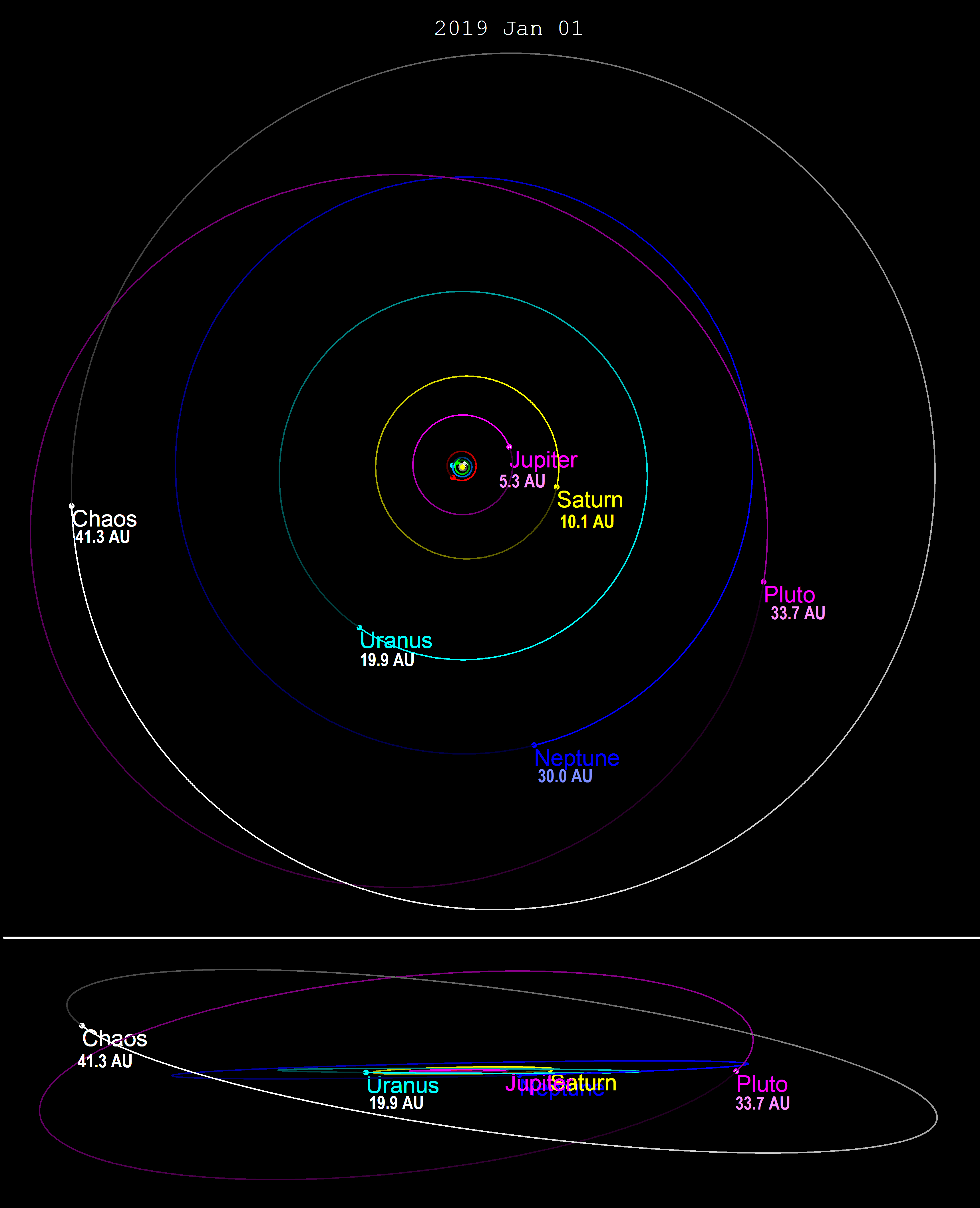
L'òrbita de Caos (en blanc) comparada amb la de Plutó i els quatre planetes gegants: Júpiter, Saturn, Urà i Neptú. Les posicions són per al 2019.

(19521) Caos té un període orbital d'aproximadament 309 anys. La seva òrbita, inclinada aproximadament 12 ° de l'eclíptica, és més llarga però menys excèntrica que la de Plutó, i no travessa mai l'òrbita de Neptú. Actualment, l'aproximació màxima possible a Neptú (MOID) és de 12,5 ua (1,87 mil milions de km).
Cap al 2035 (19521) Caos es trobarà en el seu periheli i s'aproximarà gairebé 40 ua de la Terra. La seva magnitud més brillant serà de 20,8.

## Característiques físiques

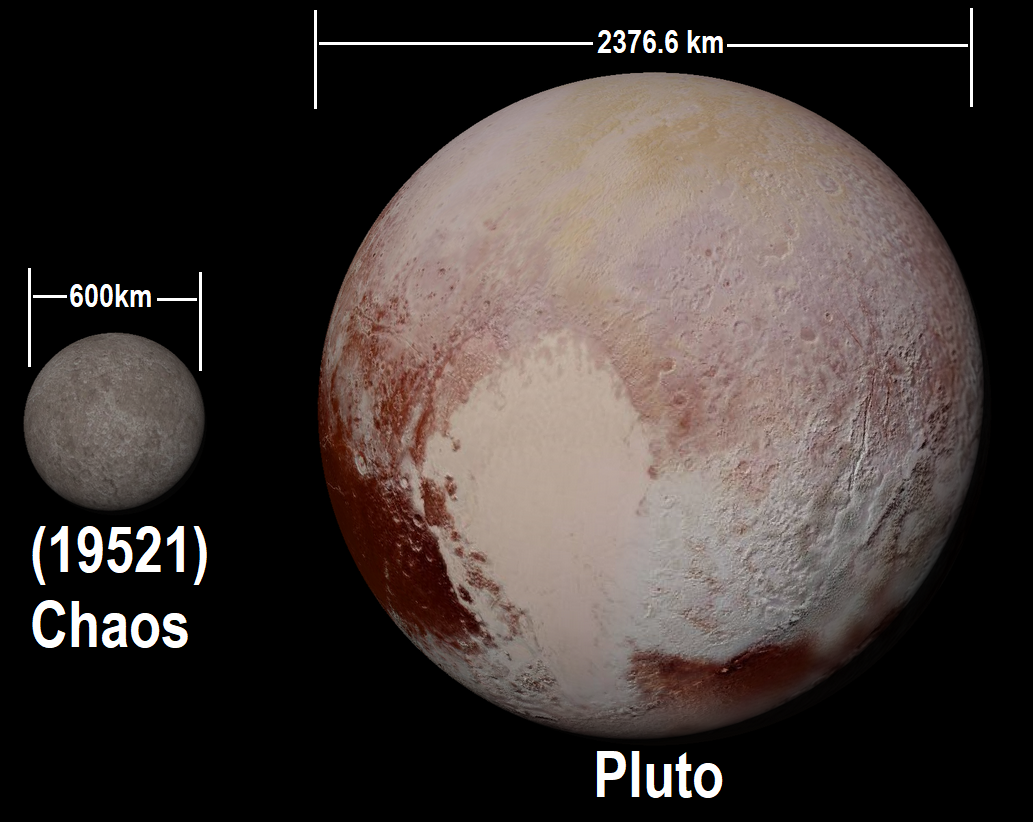
Diàmetres comparats de Caos i Plutó.

(19521) Caos és un objecte fosc, amb una albedo estimada del 5%, implicant un diàmetre de 600 km. El seu període de rotació és molt lent, ja que completa una volta sencera sobre si mateix en 3.985 dies. Segons Brown, és un probable planeta nan.